# Линейни кораби тип „Флорида“
„Флорида“ (на английски: Florida) са серия линейни кораби на САЩ. От проекта са построени две единици: „Флорида“ и „Юта“ (на английски: Utah). Третата серия американски дредноути е развитие на типа „Делауеър“, които почти напълно повтарят, обаче вместо парни машини имат парни турбини.

## История на проекта
Дредноутната гонка в Европа вече набира обороти. Във Великобритания след „Дредноут“ са заложени две серии по три кораба – типовете „Белерофонт“ и „Сейнт Винсент“. Германия залага серията от четири дредноута тип „Насау“ и пристъпва към залагането на следващата серия от четири линкора – типа „Остфрисланд“. Благодарение на усиленото строителство на броненосци в началото на XX век американският флот излиза на второ място след британския. За да не се изпусне достигнатото, Конгресът на САЩ на 13 май 1908 г. утвърждава строителството на двата следващи линейни кораба „Флорида“ и „Юта“ по проект, подобен на предишния „Делауеър“.
В проекта за новия дредноут е решено да се внесат ред усъвършенствания. От една страна опитът от похода на „Великия бял флот“ в периода 1907 – 1909 г. показва, че на мореходността следва да се отделя по-голямо внимание. Следва да се увеличава височината на борда, особено на носа. Трябва нещо да се предприеме и спрямо механизмите, нарушаващи чистотата на обводите в носовата част – спонсоните и котвените устройства, които увеличават образуването на пръски. За да не се заливат казематите на спомагателната артилерия, те следва да се разполагат по-нагоре. Също така стигат до извода, че стандартната височина на броневия пояс от 8 фута (2,44 м) е недостатъчна, тъй като при вълнение се оголва незащитената подводна част. Толкова кардинални изменения е невъзможно да се внесат в проекта за новия линкор, за това се ограничават до повдигането на каземата на противоминната артилерия малко по-нагоре.
Традиционно голямо влияние оказва конференцията от 1908 г. в Нюпорт, на която взема участие даже президентът Рузвелт. Ако Бюрото по конструиране и ремонт в своя проект иска да се увеличи калибърът на противоминната артилерия до 152 мм, конференцията препоръчва да се въздържат от това. Изводите на конференцията говорят за това, че е необходимо да се подобри защитата на противоминната артилерия и димоходите. За това, за да не се увеличава високо разположеното тегло, от идеята за поставяне на 152-мм оръдия отпада в полза на новото 127-мм 51-калибрено оръдие. За сметка на това се предлага да се увеличи дебелината на броневия пояс на каземата и да се поставят бронирани прегради между оръдията, попадението в едно от оръдията да не изважда от строя цялата батарея.
Критикува се разполагането на кулите и се указва, че 305-мм оръдие Mark 5 е по-слабо от аналогичните европейски оръдия. И ако няма с какво да се заменят оръдията, то промяна на разположението им е възможно да се направи, отлагайки залагането на новите линкори с 60 дни. Предлага се преместването на прегряващата се от паропроводите кула №3 към кърмата, приближаване на машинните отделения към котелните, а издигната вместо нея да се направи кула №4. Но работите над новия проект са толкова напреднали, че за внасяне на тези изменения вече е късно.
Основните изменения, внесени в проекта, са поставянето на по-икономичните турбини „Парсънс“. Те са по-дълги от турбините „Къртис“ и за това се налага да се откажат от котелно отделение №4, като останалите стават по-широки. В резултат на тази препланировка ширината на корпуса нараства с 0,915 м, а комините се приближават един към друг, което позволява да се върнат към разположението на кърмовата мачта зад комините.
Освен увеличението в бронирането на каземата, вместо никеловата стомана се използва новата конструкционна стомана – STS. Още едно нововъведение става поставянето на брониран въртящ се пост за управление на огъня.

## Конструкция

### Корпус
Стойността на новите линкори е същата, като на предшествениците – 6 милиона долара. Нормалната водоизместимост нараства до 21 825 т, пълната съставя 23 033 т. Общото тегло на корпуса нараства до 8995 т. Дължината е равна на 159 м, ширината се увеличава до 26,915 м, а газенето до 8,6 м. По сравнение с „Делауеър“ ширината на корпуса нараства с 0,915 м, което оказва положително влияние на метацентричната височина. И ако при „Делауеър“ тя е предмет на критика, то при „Флорида“ даже поставянето на по-тежко бронирания каземат не попречва тя да се увеличи. Метацентричната височина при нормална водоизместимост съставя 1,233 м, а при пълна – 1,028 м.
Мореходността в сравнение с предшествениците не се изменя и съответства на високите изисквания на американския флот. Корабите имат четири винта и един полубалансирен рул. За сметка на допълнителната двойка винтове маневреността се подобрява – диаметърът на тактическа циркулация на скорост от 18 възела съставя 390 метра, на пълен ход от 21 възела – 585 м.
Екипажът по щата за мирно време се състои от 60 офицера и 941 матроса, във военно време за сметка на резервисти той се увеличава до 1422 души. Както и на „Делауеър“, автономността и обитаемостта са отлични.

### Силова установка
По-широкият корпус става необходим за поставянето на по-дългите турбини на Парсънс. Налага се отказ от котелно отделение №4. 12 котела Babcock & Wilcox са поставени в три отделения – по четири във всяко. Това повлича след себе си изменение на външния вид – комините се приближават един към друг и кърмовата мачта е поставена на по-удобното място зад кърмовия комин. В интерес на истината котелните отделения се получават по-тесни, отколкото на предшествениците.
Общото тегло на силовата установка съставя 2110,9 т. Турбините задвижват 4 винта. Проектната мощност на силовата установка се равнява на 28 000 к.с., което трябва да осигури максимална скорост от 21 възела. И макар на изпитанията „Юта“ да дава само 27 445 к.с., това не му попречва да достигне 21,04 възела.
Основното гориво са въглищата, с възможност за впръскване на нефт. Пълният запас съставлява 2509 т въглища и 541,8 т нефт. За сметка на нарасналия запас гориво и по-икономичните турбини максималната далечина на плаване с 12-възлов ход при чисто дъно съставя 7220 мили (по проект 6860 мили) и 3450 мили на 20 възела. Наистина при налепване на дъното далечината пада до 5776 мили на 10 възела и 2760 мили при 20. Проблемът с недостатъчната далечина на плаване е решен едва чрез модернизация, в процеса на която котлите са преведени на нефт, а наварени були са използвани за съхраняване на допълнителен запас гориво.
Електроенергетичната установка не се променя и се състои от четири турбогенератора с мощност по 300 кВт.

### Брониране
Общото тегло на хоризонталното брониране съставя 5067,7 т. Теглото на броневата палуба с подпорите ѝ съставя 1047 т. Общата схема на брониране се изменя с малко, само вместо никелова стомана е използвана STS.
Главният брониран пояс с височина 2,44 м има дебелина при горния ръб 279 мм, в подводната част изтънявайки до 229 мм. Траверсите имат дебелина 254 мм. Над тях върви горният пояс с дебелина 254 мм отдолу и 203 мм отгоре. И той завършва с траверси с 229-мм дебелина. Изменение по сравнение с „Делауеър“ става удебеляването на бронята на каземата до 165 мм. Тя се стикова под ъгъл с барбетите на кули №2 и №3.
Двуслойната бронева палуба от стомана STS върви по горния ръб на главния пояс. На по-голямата си площ тя има дебелина от 38 мм (25 + 13 мм). В района на котелните помещения при бордовете, над въглищните ями тя има дебелина едва 7,62 мм. Над погребите за главния калибър тя се удебелява до 51 мм (38 + 13 мм). Към носа от погребите тя върви с дебелина 63 мм (44 + 19), завършвайки с дебелина от 38 мм (25 + 13 мм). На кърмата рулевите механизми се прикриват от палуба със скосове с дебелина 76 мм (63 + 13 мм).
Дебелината на барбетите на кулите съставлява 254 мм, а надолу при вътрешните страни на барбетите тя изтънява до 102 мм. Челната плоча на кулите е с 305-мм дебелина, а страничните стени – 203-мм. Покривът е по-дебел – двата слоя STS имат дебелина 102 мм (26 + 76 мм). Стените на бойната рубка са с дебелина 292 мм, а покривът е направен от 102-мм STS.
Конструктивната противоторпедна защита остава същата като на „Делауеър“ – разширителна камера, намираща се между въглищните ями и външния борд, с две противоторпедни прегради, отделящи въглищните бункери от котелните и машинните отделения. Нейната обща дълбочина достига 6,4 м.

### Въоръжение
Основното въоръжение на линкорите са десет 305-мм оръдия Mark 6 c дължина на ствола 45 калибра, разположени в пет кули в диаметралната плоскост, по линейно-терасовидната схема. Стволът на оръдията е скрепен с шест цилиндра. Затворите на оръдията се обслужват ръчно. Зареждането им е картузно. Зарядът е поместен в копринен картуз и съдържа 140,6 кг барут. Той придава на 394,6 кг бронебоен снаряд начална скорост от 823 м/с. При максималния ъгъл на възвишение от 15° това дава максимална далечина на стрелбата от 18 290 м. Боезапасът съставлява 100 снаряда на оръдие.
Оръдията са разположени в кулите Mark 8 с електрическо задвижване. При това редица операции, които на европейските линкори са механизирани, тук се изпълняват ръчно. Подаването на снарядите е двустадийно. Зарядите и снарядите се подават от подемници в претоваръчното отделение, а след това се претоварват ръчно на горните подемници, по които вече и се качват към бойното отделение. Зареждането на оръдията може да се извършва в произволен ъгъл на насочване. Въртенето на кулите се осигурява от два електромотора с мощност 25 к.с. Вертикалното насочване на всяко от оръдията става чрез 15-силен електродвигател. Задвижването на досилателя има мощност 10 к.с. Всички механизми имат резервно ръчно задвижване.
Противоминната артилерия се състои от 16 от новите 127-мм оръдия Mark 7 с дължина на ствола 51 калибра. Четири от тях се намират в кърмовия каземат. Две оръдия има в каземат в носовата част, още две има над тях. Останалите 8 са разположени в основния каземат.
Оръдията Mark 7 имат ръчно картузно зареждане. Комплектоват се с три типа снаряди – бронебоен, полубронебоен и фугасен. Зарядът барут от 11,1 кг придава на 22,7 кг снаряд много висока начална скорост – 960 м/с. Високата скорост осигурява настилна траектория и добра бронепробиваемост. Благодарение на тези характеристики и високата скорострелност – 8 до 9 изстрела в минута – те влизат в състава на въоръжението на всички последващи американски дредноути. Счита се, че то е достатъчно за нанасянето на повреди по миноносците и даже по леките крайцери на противника. Монтирането им е върху установките Р13, осигуряващи ъгли на вертикално насочване в пределите от —10° до +15°. При максималния ъгъл на възвишение максималната далечина съставлява 12 850 м. Боезапасът на корабите съставлява 240 снаряда на оръдие.
Освен това през 1919 г. са поставени шест 76-мм зенитни оръдия Mark 2. Линкорите към момента на построяването имат и два 533-мм бордови подводни торпедни апарата с боезапас от 8 торпеда.
| Оръдие                                | 12"/45 Mark 5 | 5"/51 Mark 7 |
| ------------------------------------- | ------------- | ------------ |
| Година на започване на експлоатацията | 1906          | 1911         |
| Калибър, мм                           | 305           | 127          |
| Дължина на ствола, калибри            | 45            | 51           |
| Скорострелност, изстрела в минута     | 2 – 3         | 8 – 9        |
| Ъгли на вертикално насочване          | −5°/+15°      | −10°/+15°    |
| Тип зареждане                         | картузно      | картузно     |
| Тегло на снаряда, кг                  | 394,6         | 22,7         |
| Начална скорост, м/с                  | 823           | 960          |
| Максимална далечина на стрелбата, м   | 18 290        | 12 850       |
| Боезапас, снаряда на оръдие           | 100           | 240          |

### Модернизации
Според опита от Първата световна война, през 1919 г., е двойно усилено бронирането на покривите на кулите и бойната рубка. Поставени са нови прибори за централизирано управление на артилерийската стрелба, на мачтите са разположени указатели за дистанцията „range clocks“, а върху барбетите е нанесена скала, показваща ъгъла на завъртане на кулите – „deflection scales“.
Според резултатите на Вашингтонската конференция двойката линкори остава в строй, но към средата на 1920 години те видимо са остарели. В периода 1924 – 1927 г. те преминават основна модернизация в процеса на основния им ремонт.
В подводната част, за подобряване на противоторпедната защита, са заварени странични були. Те вървят от самото дъно до половината на надводния борд. При това се налага демонтирането на торпедните апарати. Дълбочината на конструктивната защита достига солидната величина от 9 м. С новите були съотношението дължина към ширина достига величината 5:1, а ширината им от 32,3 метра е практически пределната за преминаването през Панамския канал. Управляемостта се влошава – корабите лошо държат курса и вяло реагират на руля, но това е в пределите на допустимото.
Външната обшивка на булите е направена от тънка листова стомана, за да не създава осколки, но поради честите повреди на борда от учебни торпеда и случайни навали по борда от танкери при зареждане те по-късно са укрепени.
Булите вътре са разделени с вертикална преграда на две секции. Външната е празна. А вътрешната се дели от допълнителна хоризонтална преграда на две части, долната от които се използва като цистерна за гориво. Вътре в корпуса също са направени изменения. Между вътрешните прегради е поставена още една вертикална преграда. Вътрешната секция, долепена за котелните отделения, остава празна. А външната и бившите въглищни ями се използват за съхранение на нефта. Стандартната водоизместимост нараства до 23 700 т, а пълната – до 24 800 т.
Още един път е усилено хоризонталното брониране. На „Флорида“, на третата палуба, по носа и на кърмата от цитаделата допълнително е настелен 44-мм слой от STS. На втората палуба, над погребите и машините, над предишните два слоя от 13-мм никелова стомана са положени два слоя STS по 44 мм. Над котлите дебелината на втората палуба се увеличава до 120 мм (32 + 44 + 44 мм). В резултат на това тя по същество става главната бронирана палуба, а разположената по-долу бронирана се превръща в противоосколъчна. В пределите на цитаделата втората палуба от плочи STS е увеличена до 85 мм. На покривите на кулите и бронираната рубка са допълнително положени 44-мм плочи STS. По носа и кърмата втората палуба, от предишните два слоя мека стомана по 13 мм, е допълнително усилена със слой STS, който довежда общата дебелина до 115 мм. На „Юта“ вместо мека стомана на това място направо е използвана STS, за това удебеляването е ограничено до 108 мм. Останалите му изменения са аналогични на „Флорида“ с изключение на това че батарейната палуба получава допълнително усилване от 19-мм плочи STS.
Изменено е разположение на противоминната артилерия. По три от средните 127-мм оръдия в централния каземат са пренесени в каземати на спонсони над средната палуба в района на среза на полубака. Още две оръдия са разположени открито над каземата по бордовете на бойната рубка. Осем оръдия остават на своите предишни места – четири в кърмовия каземат, две носови и две кърмови в централния каземат. Но при първото излизане в морето се оказва, че останалите в централния каземат оръдия се заливат от вълната, прескачаща през наварените були, и за това те са премахнати, техните портове са запушени. В окончателния вариант броят на 127-мм оръдия е намален до 12.
На покрива на каземата са поставени побордно по две зенитни оръдия и още две палуба по-нагоре – зад противоминните оръдия зад надстройката. На покривите на кулите №1, 2 и 4 са поставени 6-метрови (20-футови) далекомери. Отстрани на носовата мачта са монтирани в цилиндрични кулички централните постове за управление на противоминната артилерия.
12 въглищни котела са заменени с четири нефтени котела „White-Foster“, останали от недостроените линкори тип „Саут Дакота“. Турбинната установка остава без промяна, но за сметка на по-паропроизводителните котели мощността на силовата установки достига 43 610 к.с. Това осигурява максималната скорост от 22,25 възела. За сметка на увеличаването на запаса гориво далечината на хода при 10-възлова скорост достига 16 500 мили.
Димоходите на котлите са сведени в един комин. Мощността на всеки от турбогенераторите е увеличена до 400 кВт.
На покрива на кула №3 е монтиран барутен стартов катапулт за пускането на три хидросамолета коректировчици. Качването на самолетите на борда се осъществява от лодъчните кранове.
Кърмовата ажурна мачта е отрязана, а на нейното място е поставена къса мачта еднодръвка. На нея е поставен указател за дистанцията (range clocks). Също така тя се използва за разтяжка на радиоантените. Поставено е ново радиооборудване, включително радиопеленгатор.
Впоследствие на базата на опита по модернизацията и експлоатацията на „Флорида“ и „Юта“ са разработени и проектите за капитален ремонт за другите линкори на САЩ през 1930-те години.

## Представители на проекта
| Название                      | Корабостроителница                                   | Залагане        | Спускане на вода    | Влизане в строй      | Съдба                          |
| ----------------------------- | ---------------------------------------------------- | --------------- | ------------------- | -------------------- | ------------------------------ |
| „Флорида“ USS Florida (BB-30) | New York Navy Yard Ню Йорк                           | 9 март 1909 г.  | 12 май 1910 г.      | 15 септември 1911 г. | отписан на 16 февруари 1931 г. |
| „Юта“ USS Utah (BB-31)        | New York Shipbuilding Corporation Камдън (Ню Джърси) | 15 март 1909 г. | 23 декември 1909 г. | 31 август 1911 г.    | отписан на 5 септември 1944 г. |

## История на службата

### ВВ-30 „Флорида“
Линкорът „Флорида“ е заложен на 9 март 1909 г. в корабостроителницата „Ню Йорк Неви ярд“. Спуснат е на вода на 12 май 1910 г., въведен в експлоатация на 15 септември 1911 г. Първият му командир става кептън (капитан 1 ранг) К. С. Кнап.
След програмата на изпитанията и бойната подготовка „Флорида“ става флагмански кораб на 1-ва дивизия линкори. Както и останалите дредноути, той до началото на Първата световна война регулярно се занимава с учебни походи и стрелби, периодично посещавайки пристанища по източното крайбрежие на САЩ и Карибско море.
През февруари 1914 г. линкорът взема участие в слизането на американски окупационни войски по време на вълненията в мексиканския Веракрус. Началото на боевете в Европа с малко променя живота на „Флорида“, едва през октомври 1914 г. той е преведен във 2-ра дивизия линкори. Според опита на британския флот, на „Флорида“ са поставени две 76-мм зенитни оръдия на горните площадки на лодъчните кранове.
След влизането на САЩ в ПСВ, през април 1917 г., влиза в състава на 9-а дивизия линкори и е изпратен във Великобритания. През декември 1917 г. тази дивизия влиза в състава на Гранд Флийт, както и 6-а ескадра линкори. Американските дредноути извършват няколко бойни похода, но нямат огнево съприкосновение с германските кораби. На 20 ноември 1918 г. „Флорида“, в състава на 6-а ескадра участва в ескортирането на Флота на откритото море, плаващ за интерниране към Скапа Флоу на Оркнейските острови.
След завръщането си от Европа е проведена модернизация, в хода на която са усилени покривите на кулите и рубките, усъвършенствани са приборите за управление на артилерийския огън, на топовете на мачтите са поставени осмоъгълни противоторпедни постове. Поставени са допълнително 2 зенитни оръдия.
Според резултатите на Вашингтонското съглашение остава в строй, избягвайки участта на по-старите линкори. След зимните маневри от 1924 г., на който въглищните „Юта“ и „Арканзас“ не успяват да поддържат 14-възлов ход, е взето решение да се проведе модернизация на всичките шест останали въглищни линкори с превеждането им към нефтено отопление на котлите. Също са заварени бордови були, заменени са котлите, усилена е хоризонталната защита, а кърмовата ажурна мачта е заменена с еднодръвна. Поставени са катапулт и три хидросамолета коректировчици.
Неприятното последствие от модернизацията става по-силното бордово люлеене, поради което се налага да се поставят допълнителни носови и кърмови скулови килове. След модернизацията се връща към рутината на бойните походи, помагайки на морската пехота да усвоява тактиката на амфибийните операции. Осъществява пътуване по страните от Карибския басейн с държавния секретар на САЩ Робърт Лансинг на борда.
Според решенията на Лондонското морско съглашение от 1930 г. „Флорида“ е изведен от състава на флота на 16 февруари 1931 г. Продаден е за скрап и е разкомплектован за метал към 30 септември 1932 г.

### ВВ-31 „Юта“
Линкорът ВВ-31 „Юта“ е заложен на 15 март 1909 г. от „Ню Йорк Шипбилдинг къмпани“ в Камдън (Ню Джърси). Спуснат е на вода на 23 декември 1909 г. и е приет в състава на флота на 31 декември 1911 г. Първият му командир е кептън Уилям С. Бенсон.
Както и всички американски линкори, след изпитанията регулярно провежда учебни походи, стрелби и участва в учения. Приема на борда си кадети за обучение. През април 1914 г. взема участие в окупацията на мексиканския Веракрус. След началото на войната в Европа в живота на „Юта“ нищо не се променя. Поставени са две зенитни 76-мм оръдия на площадките на лодъчните кранове.
След влизането на САЩ в ПСВ продължава службата си при източното крайбрежие на САЩ, едва на 30 август 1918 г. се насочва за Европа под флага на командващия Атлантическия флот вицеадмирал Хенри Т. Майо. Влиза в състава на 6-а ескадра на Гранд Флийт. Заедно с „Невада“ и „Оклахома“ съставлява „втората линия на отбрана“, базирайки се в Бантри Бей в Ирландия.
След края на войната се връща в САЩ, където му е проведена модернизация, аналогична на проведената върху „Флорида“. На 17 юли 1920 г. официално получава бордовия номер 31 в рамките на общата програма за присвояване на номера на всички кораби на флота.
През 1921 г. „Юта“ извършва поход за Европа, посещавайки Лисабон, Шербур и други пристанища на Западна Европа. След завръщането си в САЩ, на 21 октомври 1922 г., става флагман на 6-а дивизия линкори, която влиза като „ерзац замяна“ в състава на Резервния флот заедно с недостроените линейни крайцери от типа „Лексингтън“.
На 31 октомври 1925 г. линкорът влиза за голяма модернизация, която е проведена по проекта за преоборудване на „Флорида“. На 28 октомври 1927 г., след завършването на модернизацията, се връща в състава на флота. През декември 1927 г. приема на борда си президента Хувър за визитата му в Бразилия.
Според резултатите на Лондонското морско съглашение е изваден от състава на флота, на 1 юли 1931 г., и е разоръжен. Модернизираният линкор се намира в добро състояние, за това е прието решението той да се преправи на радиоуправляема мишена вместо „Норт Дакота“. Работите са проведени от „Норфолк Неви ярд“, след което бордовият му номер е променен на AG-16. Обаче за разлика от „Норт Дакота“, освен поставянето на радиооборудването, са проведени само неголеми изменения – по същество само са демонтирани оръдията на главния калибър. Това би позволило при необходимост бързо да се върне кораба в строй в случай на изостряне на отношенията с Япония.
След преоборудването преминава в Тихия океан. Основно се използва като буксировчик на щитове при артилерийските стрелби на корабите и като цел при учебното бомбомятане на самолетите от палубната авиация. Взема участие в много от ученията не само като мишена, но и като войскови транспорт.
Бившият линкор е пазен и по-често се използва като тренировъчен кораб. През 1936 г. на него са поставени зенитни автомати, и корабът се превръща в учебен център за обучение на курсанти. На него са проведени първите изпитания на четирицевния 28-мм зенитен автомат – „чикагското пиано“. Зенитното му въоръжение постоянно расте, попълвайки се със зенитни 127-мм арт-установки, 76-мм оръдия и 28-мм автомати. За защитата от бомбите макети, при бомбомятанията оръдията се закриват със специални метални щитове и настилка от дървени греди. Корабът вместо предишната светлосива получава тъмносива окраска. Всички тези изменения изиграват на кораба лоша шега. По време на атаката на японската авиация над Пърл Харбър „Юта“ се намира на бочка при остров Форд. Поради настилката отгоре той е взет от японските пилоти за самолетоносач. Получавайки две торпеда и редица бомбени попадения, в течение на 10 минути „Юта“ потъва, отнасяйки със себе си на дъното телата на 58 члена на екипажа.
Поради това че бившият линкор получава силни повреди и не пречи на корабоплаването, е взето решение той да не изважда. „Юта“ се намира още на дъното. Като кораб, загинал в бой, той получава бойна звезда. В музеи в щата Юта – в градовете Солт Лейк Сити и Клирфилд – се експонират двете корабни камбани.

## Оценка на проекта
Линейните кораби от типа „Флорида“ практически без изменения повтарят предходния тип „Делауеър“, за това наследяват от него преимуществата и недостатъците му. Така както и предшествениците, те са на нивото на своите задокеански съвременници.
Американският линкор има бордов залп от 10 оръдия, в същото време немският „Остфрисланд“ и японският „Кавачи“ – едва 8. При британския „Колосус“ макар и не по всички сектори, но по борда могат да стрелят 10 оръдия. Заедно с това немските и британските дредноути са въоръжени с 305-мм 50-калибрено оръдие, осигуряващо по-добра балистика, отколкото американското 45-калибрено оръдие. И макар британското оръдие да е рядко неуспешно, такава тенденция не устройва и самите американски моряци.
Наследен недостатък на американския линкор е и това, че за сметка на нагряването от паропроводите на зарядите барут в кула №3, нейните снаряди имат по-голяма начална скорост и за сметка на това се получава увеличено разлитане на снарядите. Системата за управление на огъня, към момента на създаването на корабите, е една от най-прогресивните.
127-мм оръдие е достатъчно удачно и добре подхожда за борба с миноносците. И макар те да са заливани в лошо време, от същото страдат и много от европейските кораби.
Бронирането е на нивото на британските линкори, но по-лошо, отколкото на немските и японските. За сметка на отсъствието на бордови кули конструктивната противоторпедна защита получава внушителната 7-метрова дълбочина. Здравината на корпусите и кулите позволява воденето на стрелба с пълни залпове, което европейците се стараят да не допускат, предпочитайки стрелба с полузалпове поради опасения от сътресенията на корпуса. Мореходните качества на корабите са на високо ниво. Благодарение на поставянето на по-икономичните турбини „Парсонс“ успешно е увеличена далечината на плаване. Автономността и обитаемостта, според признанията на британците, са по-добри, отколкото на линкорите на кралския флот.
Тези кораби, макар и да се явяват продължение на достатъчно успешния тип „Делауеър“, вече показват изоставане от европейските линкори по артилерията на главния калибър, което американците се опитват да поправят в следващия тип свои дредноути.
|                                              | „Юта“                    | „Колосус“                | „Остфрисланд“                    | „Кавачи“                                            |
| -------------------------------------------- | ------------------------ | ------------------------ | -------------------------------- | --------------------------------------------------- |
| Заложен                                      | 1909                     | 1909                     | 1908                             | 1910                                                |
| Влиза в строй                                | 1911                     | 1911                     | 1911                             | 1912                                                |
| Водоизместимост, нормална, т                 | 22 174                   | 20 548                   | 22 806                           | 21 156                                              |
| Пълна, т                                     | 23 400                   | 23 063                   | 24 700                           | 23 266                                              |
| Тип СУ                                       | ПТ                       | ПТ                       | ПМ                               | ПТ                                                  |
| Мощност, к.с.                                | 28 000                   | 25 000                   | 28 000                           | 25 000                                              |
| Максимална скорост, въз.                     | 20,75                    | 21                       | 20,5                             | 20                                                  |
| Далечина на плаване, мили (на скорост, въз.) | 6680 (10)                | 6680 (10)                | 5500 (10)                        | 2700 (18)                                           |
| Брониране, мм                                |                          |                          |                                  |                                                     |
| Пояс                                         | 279                      | 279                      | 300                              | 305                                                 |
| Палуба                                       | 35 – 63                  | 45 – 100                 | 55 – 80                          | 30                                                  |
| Кули                                         | 305                      | 279                      | 300                              | 280                                                 |
| Барбети                                      | 254                      | 279                      | 300                              | 280                                                 |
| Рубка                                        | 292                      | 279                      | 300                              | 254                                                 |
| Схема на въоръжението                        |                          |                          |                                  |                                                     |
| Въоръжение                                   | 5×2×305/45 16×1×127 2 ТА | 5×2×305/50 16×1×102 3 ТА | 6×2×305/50 14×1×150 14×1×88 6 ТА | 2×2×305/50 4×2×305/45 10×1×152 8×1×120 12×1×76 5 ТА |

## Коментари
1. ↑  STS е съкращение от Special treatment steel, конструкционна хомогенна стомана. Дословно „специално обработена стомана“.